# Diane Waumans
Diane Waumans (9 februari 1958) is manager beroepsethiek van de VRT. Voorheen was ze woordvoerster van VRT-televisie en nethoofd van Radio 1.
Waumans studeerde communicatiewetenschappen aan de KU Leuven. Gedurende het academiejaar 1978-1979 was zij daar kringcoördinator van de faculteitskring Politika. Op 1 juni 1990 was ze de eerste presentatrice van Voor de dag, een ochtendprogramma op Radio 1 met de nadruk op de actualiteit. Waumans was in de jaren negentig zangeres van de Vlaamse band Biljarten Na Halftien.